# جون اشقر
1. تحويل جون أشقر

هذه صفحة لأحد أسماء الشخصية المذكورة أعلاه أو ألقابها أو لكنية من كُناها، وهي تحوَّل آلياً من يبحث عنها إلى صفحة جون اشقر.

هذه تحويلة لاسم يحوي خطأ إملائي. الاسم الصحيح هو  معطى بواسطة هدف التحويلة. 